# Tunnel de Choindez
Le tunnel de Choindez est un tunnel autoroutier à un tube parcouru par l'autoroute A16 et situé dans le canton du Jura en Suisse. Avec le tunnel du Raimeux, il relie Courrendlin dans la vallée de Delémont à Moutier en traversant le Montchemin parallèlement à la cluse de Moutier. D'une longueur de 3 288 mètres, il est ouvert à la circulation depuis 2016.

## Situation
Le tunnel de Choindez est l'ouvrage principal de la section 8 de l'autoroute A16 entre la jonction 11 Delémont-Est et la demi-jonction 12 Choindez à frontière cantonale entre les cantons du Jura et de Berne. Son portail nord est situé à Courrendlin, alors que son portail sud se trouve dans le secteur de la Verrerie de Choindez.

## Historique
La réalisation du tunnel de Choindez s’est déroulée en trois phases principales : excavation de la galerie de reconnaissance (2006-2009), exécution de la fouille au portail nord (2009-2011) puis construction du tunnel principal (2011-2016).

## Caractéristiques
Le tunnel de Choindez est un tunnel monotube à circulation bidirectionnelle avec une galerie de sécurité. D'une longueur totale de 3 288 mètres, il comprend :
- Tronçon réalisé en souterrain : 2 786 m
- Double tranchée couverte au nord : 461 m
- Double tranchée couverte au sud : 40 m
- Centrale de ventilation à chaque extrémité, la centrale sud étant en caverne
- Deux ouvrages d’entrée ou portails communs au tunnel et à la galerie de sécurité au nord et au sud
- Chaussée de roulement large de 7.75 m et comprenant deux voies de circulation et deux trottoirs de 1 m de largeur de chaque côté. Une galerie technique (largeur : 2.9 m ; hauteur : 2.1 m) a été construite sous la chaussée, à l’axe du tunnel.
- Géologie : molasses 405 m (côté nord), marnes : 2 tronçons de 139 et 214 m, calcaires : 2 028 m (côté sud)
- Coûts : 190 millions CHF